# Carlos Humberto Rodríguez Quirós
Carlos Humberto Rodríguez Quirós (San José, 21 aprile 1910 – San José, 23 luglio 1986) è stato un arcivescovo cattolico e religioso costaricano.

## Biografia

### Origini e formazione
Carlos Humberto Rodríguez Quirós nacque il 21 aprile 1910 a San José, in Costa Rica, e fu battezzato il 17 maggio nella parrocchia di San Juan de Tibás da padre Andrés Umaña. Suo padre, Luis Carlos Rodríguez Benedetti, era originario di San Onofre, nel Caribe colombiano. Sua madre, Luz Quirós Quirós, apparteneva a una ricca e influente famiglia costaricana. Suo nonno materno, Justo Quirós Montero, era un ricco esportatore di caffè, proprietario di vaste piantagioni vicino a San Juan de Tibás, nonché socio e direttore dell'Anglo-Costa Rican Bank. Suo cugino di primo grado, Daniel Oduber Quirós, fu presidente della repubblica dal 1974 al 1978 e fu una figura di spicco del Partito di Liberazione Nazionale.
Nel 1915, mentre sua madre era in viaggio a Panama, Carlos Humberto e le sue sorelle Ofelia, Lilia e Ana Isabel ricevettero la prima comunione dallo zio materno, il sacerdote José Manuel Quirós Palma, uno dei due soli gesuiti costaricani. Era stato costretto all'esilio in seguito alla legge di espulsione dei gesuiti promulgata nel 1884 durante il governo del generale Próspero Fernández Oreamuno. Il giovane Carlos Humberto completò gli studi primari e secondari presso vari istituti in Costa Rica, Stati Uniti, Canada e Francia, conseguendo il diploma di scuola superiore presso il Liceo Masséna di Nizza.

### Vita religiosa
Rodríguez iniziò gli studi sacerdotali presso il Pontificio Collegio Pio Latinoamericano di Roma, conseguendo il baccalaureato in diritto canonico, la licenza in teologia e il dottorato in filosofia presso la Pontificia Università Gregoriana. 
Fu ordinato sacerdote il 25 ottobre 1936. Nel 1938 Rodríguez entrò nella Certosa di Farneta, un monastero situato vicino a Lucca, appartenente all'ordine certosino. Prese il nome di "fray Rafael de la Cruz" e fece il noviziato e la prima professione semplice, ma nel 1942, nel pieno della Seconda guerra mondiale, dovette lasciare il monastero. 
Per proteggerlo dagli eccessi del nazismo in Italia, fu nominato segretario dell'Ambasciata della Costa Rica presso la Santa Sede, ma non poté svolgere questo incarico perché ai chierici non era consentito rappresentare governi stranieri presso la Santa Sede.
Dopo aver ottenuto le autorizzazioni necessarie e su richiesta del priore della Certosa di Farneta, Rodríguez iniziò il suo viaggio di ritorno in Costa Rica, fermandosi prima a Roma, dove ricevette un'udienza privata da papa Pio XII, e poi a Lisbona, dove risiedeva sua sorella Ofelia Rodríguez Quirós, responsabile del Consolato della Costa Rica in quella città. In Costa Rica, Padre Rodríguez collaborò principalmente con gli esercizi spirituali e la Lega Spirituale Operaia. Nel 1944 fu nominato predicatore del clero e partecipò al sinodo convocato dall'arcivescovo Víctor Sanabria Martínez.
Dopo la Seconda Guerra Mondiale, Rodríguez tornò in Europa e tentò di riprendere la vita da monaco certosino. Nel 1946 entrò nella Grande Chartreuse di Grenoble, in Francia. Di passaggio a Roma, fu nuovamente ricevuto in udienza da papa Pio XII il 5 luglio 1947. Da Grenoble, fu trasferito alla Certosa di Miraflores a Burgos, in Spagna, dove ricoprì l'incarico di procuratore, con l'autorità straordinaria di predicare al popolo in una cappella adiacente e di sovrintendere al restauro della Certosa di Jerez de la Frontera.
Alla fine degli anni '40, padre Rodríguez tornò definitivamente in Costa Rica e si dedicò nuovamente al programma di ritiri spirituali per lavoratori e donne cattolici. Fondò la Lega Spirituale dei Professionisti Cattolici e intraprese la costruzione della Casa di Ritiri Spirituali a San Francisco de Goicoechea, la cui prima pietra fu posata e benedetta dal vescovo Sanabria nel 1951. 
Fu anche professore di filosofia all'Università della Costa Rica e direttore di Radio Emmaus, un'emittente che trasmetteva servizi devozionali, corsi di catechismo e programmi culturali da San Isidro de Coronado. Papa Pio XII, in occasione del quinto anniversario di Radio Emmaus, gli concesse la benedizione apostolica. Padre Rodríguez fu anche cappellano presso il penitenziario centrale di San José, dove visitava i detenuti e consumava i propri pasti con loro.
Rodríguez partecipò attivamente all'organizzazione del secondo Congresso eucaristico nel 1955. Nello stesso anno, papa Pio XII lo nominò prelato domestico, con il titolo di monsignore, i cui paramenti gli furono conferiti presso il Tempio di Nostra Signora del Monte Carmelo a San José.

### Carriera ecclesiastica
Il 6 maggio 1960, in seguito all'improvvisa morte dell'arcivescovo Rubén Odio Herrera, la Santa Sede annunciò la nomina di monsignor Rodríguez a quarto arcivescovo di San José. Fu consacrato il 25 maggio 1960, nella Cattedrale metropolitana di San José, dal nunzio apostolico, l'arcivescovo Gennaro Verolino, co-consacranti i vescovi Vicente Juan Solís Fernández e Delfín Quesada Castro. 
Il 29 dello stesso mese prese possesso dell'arcidiocesi, scegliendo Amor y Cruz (Amore e Croce) come motto episcopale.
L'arcivescovo Rodríguez partecipò a tutte e quattro le sessioni del Concilio Vaticano II (tra l'11 ottobre 1962 e l'8 dicembre 1965) come padre conciliare, presieduto da papa Giovanni XXIII, morto il 3 giugno 1963 senza aver completato i lavori del Concilio. 
Le sessioni successive furono presiedute da papa Paolo VI (1963-1978). Nel 1978, quando papa Giovanni Paolo I fu eletto, l'arcivescovo Rodríguez espresse il suo compiacimento per la nomina, poiché il nuovo papa era stato suo compagno di studi durante gli anni dell'università a Roma e tra i due esisteva una profonda amicizia. Tuttavia, il pontificato di Giovanni Paolo I sarebbe stato uno dei più brevi nella storia della Chiesa cattolica. 
Tra le iniziative di monsignor Rodríguez come arcivescovo figurano l'Unione Missionaria del Clero (poi Pontificia Unione Missionaria), il Consiglio per la Vigilanza sulla Predicazione, la Commissione Nazionale per la Liturgia, il Movimento Giovanile Cristiano, l'Opera Arcidiocesana dei Seminari e delle Vocazioni Sacerdotali, l'Istituto Pedagogico di Religione e Catechesi, la Società di San Vincenzo de' Paoli, la Scuola Sociale Giovanni XXIII e il potenziamento di Radio Fides. Inoltre, durante il suo arcivescovado, fu istituita la Clinica Cattolica come ospedale privato sostenuto dalla Chiesa.

### Ritiro
La Santa Sede sollevò il vescovo Rodríguez dalle sue responsabilità il 20 marzo 1978, nominando il vescovo di Alajuela, Enrique Bolaños, amministratore apostolico dell'arcidiocesi di San José. Questo provvedimento fu preso d'iniziativa senza consultare il vescovo Rodríguez, sostenendo che egli aveva subito diversi ictus e che i suoi problemi di udito nella vecchiaia si fossero aggravati.
Il 22 maggio 1979, papa Giovanni Paolo II sollevò definitivamente il vescovo Rodríguez dai suoi incarichi, lasciando vacante l'arcidiocesi di San José. Poco dopo, monsignor Arrieta, fino ad allora vescovo di Tilarán, fu nominato suo successore. Con il titolo di arcivescovo emerito, monsignor Rodríguez visse quasi isolato nel Castillo del Moro, nel Barrio Amón, sotto lo stretto controllo del nuovo arcivescovo di San José. Morì il 23 luglio 1986 e fu sepolto nel presbiterio sud della Cattedrale metropolitana.

## Controversie
L'opera episcopale di monsignor Rodríguez è stata oggetto di diverse critiche. Il suo successore, monsignor Román Arrieta Villalobos, dichiarò in un'intervista del 1999 che "la scelta di monsignor Rodríguez come arcivescovo non è stata un successo. Dio lo aveva chiamato a una vita ritirata". Il suo rapporto con gli altri vescovi costaricani, con il Capitolo metropolitano e con il clero della sua arcidiocesi fu spesso conflittuale. Pur essendo arcivescovo metropolita della provincia ecclesiastica della Costa Rica, dal 1970 in poi non fu eletto presidente della Conferenza episcopale della Costa Rica.
Il vescovo Rodríguez fu anche accusato di aver mostrato, nella sua vita personale, un atteggiamento aristocratico incoerente con le tradizioni del clero costaricano. Possedeva il Castillo del Moro, un lussuoso edificio in stile moresco situato nel quartiere Amón di San José, così come il Castello di Emmaus a San Isidro de Coronado. Fece inoltre costruire il Castello di Torre Luz a Colima de Tibás. Dopo la morte dell'arcivescovo Rodríguez, la proprietà di questi edifici divenne oggetto di un lungo contenzioso tra la sua famiglia e la Chiesa cattolica in Costa Rica. Secondo lo storico Ricardo Blanco Segura, "sebbene gli fosse sempre stato mostrato il rispetto dovuto alla sua carica, l'arcivescovo Rodríguez era considerato dai suoi diocesani con fredda indifferenza".
D'altra parte, lo scrittore José León Sánchez, condannato nel 1950 per il furto del tesoro della basilica di Los Ángeles a Cartago e per l'omicidio di una guardia, in un processo che sarebbe stato poi annullato dalla Corte Suprema di Giustizia, ha ricordato con gratitudine il sostegno ricevuto da Rodríguez Quirós, che fu prima cappellano del penitenziere centrale e poi arcivescovo. Verso la fine del suo mandato, l'arcivescovo Rodríguez donò i suoi gioielli personali al tesoro della basilica di Los Ángeles e riuscì, attraverso trattative con suo cugino, il presidente Daniel Oduber Quirós, a far destinare una somma specifica al restauro e alla ristrutturazione della basilica degli Angeli.

## Genealogia episcopale
La genealogia episcopale è:
- Cardinale Scipione Rebiba
- Cardinale Giulio Antonio Santori
- Cardinale Girolamo Bernerio, O.P.
- Arcivescovo Galeazzo Sanvitale
- Cardinale Ludovico Ludovisi
- Cardinale Luigi Caetani
- Cardinale Ulderico Carpegna
- Cardinale Paluzzo Paluzzi Altieri degli Albertoni
- Papa Benedetto XIII
- Papa Benedetto XIV
- Papa Clemente XIII
- Cardinale Marcantonio Colonna
- Cardinale Giacinto Sigismondo Gerdil, B.
- Cardinale Giulio Maria della Somaglia
- Cardinale Carlo Odescalchi, S.I.
- Vescovo Eugène de Mazenod, O.M.I.
- Cardinale Joseph Hippolyte Guibert, O.M.I.
- Cardinale François-Marie-Benjamin Richard de la Vergne
- Cardinale Pietro Gasparri
- Cardinale Clemente Micara
- Arcivescovo Gennaro Verolino
- Arcivescovo Carlos Humberto Rodríguez Quirós